# Maria Adelaida del Regne Unit
Maria Adelaida del Regne Unit, princesa de Teck (Hannover 1833 - White Lodge, Richmond Park, Surrey, Anglaterra, 1897) va ser princesa del Regne Unit amb el tractament d'altesa reial pel fet d'ésser neta per via paterna del rei Jordi III del Regne Unit.
Nascuda a la ciutat alemanya de Hannover el dia 27 de novembre de l'any 1833, la princesa Maria Adelaida era filla del príncep Adolf del Regne Unit, duc de Cambridge i de la princesa Augusta de Hessen-Kassel. Maria Adelaida era neta del rei Jordi del Regne Unit i de la duquessa Carlota de Mecklenburg-Strelitz per via paterna mentre que per via materna ho era del landgravi Frederic III de Hessen-Kassel i de la princesa Carolina Polixena de Nassau-Ussingen.
La infància de Maria Adelaida transcorregué plàcidament a la ciutat de Hannover on el seu pare exercia la regència britànica en nom dels reis Guillem IV del Regne Unit i Jordi VI del Regne Unit. La seva passió pel menjar i la seva tendència al sobrepès feu que guanyés el sobrenom de Fat Mary (Maria Grassa).
L'any 1837 la reina Victòria I del Regne Unit ascendí al tron i el regne de Hannover fou desvinculat de Londres a conseqüència de la llei sàlica que hi imperava, el duc de Cumberland, Ernest August I de Hannover fou nomenat rei de Hannover i la família dels Cambridge retornaren a Londres i s'instal·laren al Palau de Kensington.
A l'edat de 30 anys la princesa encara no havia contret matrimoni. El seu poc atractiu físic i la manca d'una dot significativa feren que la reina hagués d'intervenir per tal de casar a la seva cosina. El príncep Francesc de Teck pertanyent a la família reial de Württemberg però exclòs de la successió a conseqüència de ser fruit d'un matrimoni morganàtic fou l'elegit.
La parella tingué quatre fills:
- SAS la princesa Maria de Teck, nascuda a Londres el 1867 i morta a Londres el 1953. Es casà amb el rei Jordi V del Regne Unit.

- SAS el príncep Adolf de Teck, nascut a Londres el 1968 i mort el 1927 a Shrewsbury (Anglaterra). Es casà amb lady Margaret Evelyn Grosvenor, filla del duc de Westminster.

- SAS el príncep Francesc de Teck, nascut a Londres el 1870 i mort a Londres el 1910.

- SAS el príncep Alexandre de Teck, nascut a Londres el 1874 i mort el 1957. Es casà amb la princesa Alícia del Regne Unit.

No serviren per res les peticions fetes a la reina per tal que el príncep Francesc de Teck fos elevat a la categoria d'altesa reial. La reina atorgà una pensió anual de 5.000 lliures esterlines als prínceps de Teck i la duquessa de Cambridge els atorgà una pensió suplementària. A part la reina els concedí apartament al Palau de Kensignton i la White Lodge a Richmond com a casa de camp.
Els gustos estravegants dels Teck feren que l'any 1883 haguessin de fugir del Regne Unit per tal d'evitar els creditors i s'instal·laren a Florència, Àustria i Alemanya. No pogueren retornar al país fins al 1885.
Retornats al Regne Unit, Maria Adelaida es dedicà a la caritat i intervingué activament en el matrimoni de la seva filla amb un dels fills del príncep de Gal·les. La reina Victòria volia pels seus nets una princesa nascuda al Regne Unit i Maria complia a la perfecció aquests requisits. Maria es prometé amb el duc de Clarence que morí abans de contraure matrimoni. Dies després fou promesa amb el duc de York.
Maria Adelaida veié complertes les expectatives d'aconseguir un brillant casament per la seva filla. La princesa morí l'any 1897 a Richmond.